# Système de gestion de bibliothèque
Un système de gestion de bibliothèque (SGB), dit également système intégré de gestion de bibliothèque (SIGB), est un logiciel  ou un système d'information constitué de modules interconnectés, tels que le catalogue (souvent associé à OPAC), ainsi que ceux consacrés à la circulation, à l'acquisition, aux périodiques et à la gestion administrative, destiné à optimiser la gestion informatique des différentes activités nécessaires au bon fonctionnement d’une bibliothèque. Il permet notamment de gérer les prêts, les usagers, la description, la consultation, la recherche et l'acquisition de documents.

## Fonctions
Les catégories suivantes font généralement parties du spectre de fonctions d'un SGB:
- fonctions de consultation: interface destinée à l'utilisateur final et permettant notamment la recherche dans les collections et la gestion des emprunts; les professionnels nomment souvent cette interface « outil de découverte » ou « OPAC ».
- fonctions d'acquisition : gestion des suggestions d'achat, des commandes et de la réception des documents, du pré-catalogage, et des fournisseurs.
- fonctions de gestion des périodiques imprimés: gestion des abonnements et des états de collection, bulletinage des numéros reçus; ce module est étroitement lié au module acquisitions pour tout ce qui concerne la gestion des abonnements.
- fonctions de contrôle bibliographique: gestion de la description des collections (incluant la description des documents, des exemplaires, des entités dites d'autorités, etc.), notamment par import ou catalogage manuel; compatibilité avec certains standards métiers tels que MARC ou RDA.
- fonctions de circulation: gestion des prêts, des prolongations de durée de prêt, des réservations et commandes de documents par les utilisateurs, des retards (relances, suspensions ou amendes pour les lecteurs en retard), des données d'utilisateurs
- fonctions de statistiques: génération de rapports sur l'utilisation du système et les données qu'il contient
- fonctions d'administration: paramétrage du logiciel en fonction de la bibliothèque et de ses besoins (choix des options, définition des sites et localisations de la bibliothèque, etc.)

Ces catégories sont fréquemment nommées «modules» au sein du SGB.
Le spectre fonctionnel varie beaucoup selon la typologie de la bibliothèque. Certaines fonctionnalités spécifiques sont généralement utilisées uniquement par les bibliothèques scientifiques, notamment en ce qui concerne la gestion des abonnements à des revues ou livres en ligne, souvent acquis sous forme de bouquet de ressources. Pour faciliter ces processus, les bibliothèques utilisent des banques de données, nommées bases de connaissances, listant les bouquets proposés par les éditeurs scientifiques, afin d'activer ou désactiver les ressources au gré de l'évolution des abonnements. Certains logiciels mettent également à disposition des index d'articles scientifiques permettant à l'utilisateur final d'effectuer ses recherches non plus au niveau de la revue, mais au niveau de l'article.

## Histoire

### Avant l'informatisation
Avant l’informatisation des bibliothèques, toutes les tâches étaient réalisées manuellement, et indépendamment les unes des autres. Les acquéreurs rédigeaient des bons de commande, les documents reçus étaient signalés sur un registre d'inventaire manuscrit, puis les catalogueurs rédigeaient (au moins) une fiche cartonnée par document, qui ne quittait plus le meuble destiné à la conserver. Enfin, lors des prêts, le nom des lecteurs était inscrit sur une fiche conservée au bureau de circulation. Aux États-Unis, une première étape vers la mécanisation fut franchie en 1936 avec l'utilisation de cartes perforées par la bibliothèque de l'Université du Texas.

### Les années 1960: les premiers pas de l'informatisation
L'innovation capitale dans les années 1960 fut l'invention des formats MARC qui permirent de stocker et d'échanger des notices catalographiques. Aux États-Unis, la fin des années 1960 vit l'émergence de grands services bibliographiques, comme Ohio College Library Center (en 1967), le Research Libraries Group ou le Washington Library Network (qui fusionnèrent tous deux avec OCLC).

### Les années 1970-1980: les SGB
Le développement des capacités de stockage et des télécommunications dans les années 1970 permirent l'émergence des premiers SGB, sous le nom de systèmes automatisés. D'abord centrés sur les principales opérations de circulation, ils se complexifièrent dans les années 1980 pour intégrer des fonctions auparavant séparées (acquisitions, catalogage, gestions des périodiques, réservations de documents, etc.)
Dans les années 1990, de plus en plus d’applications liées au réseau Internet apparaissent: catalogage en ligne, portail internet, etc.

### Les années 2010: la dématérialisation
Avec le numérique, les supports d'information se diversifient et se dématérialisent: livres électroniques, articles scientifiques en ligne (y compris pré-prints), vidéo et musique en streaming, etc. Souvent, ces documents sont hébergés non pas à la bibliothèque mais auprès d'un fournisseur, qui propose ses propres données et sa propre interface de recherche. Le SGB de la bibliothèque se voit donc cantonné à la gestion des supports physiques (papier, cassettes, disques, etc.).
Une nouvelle gamme de logiciels émerge afin de permettre de rassembler l'ensemble des collections d'une institution : les outils de découverte. L'intérêt majeur de ces systèmes réside dans leur capacité à moissonner ou interroger des portails externes, et à normaliser les données au sein d'une interface avec barre de recherche unique pour l'utilisateur final. Ceci permet notamment d'inclure, du côté des bibliothèques universitaires, toute la publication scientifique en ligne, et du côté des bibliothèques de lecture publique, l'édition numérique et les contenus en streaming.
En accord avec cette tendance, des SGB dits de « nouvelle génération » voient le jour. Au niveau fonctionnel, ils se caractérisent notamment par leur articulation autour d'un outil de découverte, la gestion intégrée des ressources électroniques (utilisation d'une base de connaissance recensant les paquets de ressources proposés par les fournisseurs scientifiques) et de leurs abonnements, ainsi que des outils d'analyse des données. Ce type de solution s'adresse essentiellement aux bibliothèques académiques.

## Types de logiciels connexes
Malgré sa dénomination générique, le système de gestion de bibliothèque ne permet pas de prendre en charge l'ensemble des activités d'une bibliothèques. De nombreux autres systèmes existent pour certains aspects plus spécifiques. Cependant, le SGB communique et échange des données avec ces autres systèmes dans l'environnement logiciel d'une bibliothèque. En voici une sélection:
- les résolveurs de liens: ils permettent de déterminer, sur la base des métadonnées d'un article ou d'une revue, si la bibliothèque possède un accès à cette ressource et de localiser cette ressource.
- les outils de découverte, ou OPAC: certains de ces logiciels sont fournis de manière indépendante et communiquent avec le SGB via des API.

- les logiciels de gestion bibliographique: ils sont utilisés plutôt par les utilisateurs pour gérer des références et les intégrer en tant que citations dans des documents. Les outils de gestion de références bibliographiques comme Endnote et Zotero par exemple sont utiles pour gérer les diverses ressources consultées et citer les citations ou références appropriées dans les documents[4].

- les systèmes de gestion de bibliothèque numérique: ils permettent de décrire des ressources, de les rechercher et d'y accéder directement en ligne. Ils sont notamment utilisés pour les dépôts institutionnels et les documents patrimoniaux libres de droit.
- les logiciels de gestion de planning[5], qui permettent de gérer les plannings des services aux publics[6].
- les systèmes de gestion de contenu (CMS) qui offrent la possibilité de construire un site enrichi aux publics. Un exemple en France: Bokeh[7]

Des questions fonctionnelles, techniques ou économiques se posent sur l'articulation entre les SGB et des modules ou logiciels spécialisés.

## Marché des éditeurs de SIGB
Certaines compagnies commercialisent plusieurs SGB, notamment à l'issue de rachat ou de fusions avec des sociétés concurrentes. C'est ainsi que SirsiDynix, issu de la fusion en 2005 de Sirsi et Dynix commercialise en 2013 trois SGB: Unicorn, développé par Sirsi, Horizon, développé par Dynix, et Symphony, développé ultérieurement et censé remplacer ces deux produits.
L'évolution des usages et technologies, en particulier numériques, et des catalogues de bibliothèque, peut conduire à des évolutions des produits et des marchés.

## Comment choisir un logiciel de gestion de bibliothèque?
Opter pour un logiciel de gestion de bibliothèque numérique est une démarche significative. Plusieurs éléments doivent être analysés pour effectuer un choix judicieux:
1. Prise en charge de plusieurs types de documents : Il est essentiel de vérifier en premier lieu si le logiciel est compatible avec les divers formats de documents que vous utilisez. Que vous travailliez avec des fichiers PDF, ePub, mobi, ou encore des documents Word et Excel, il doit pouvoir les ouvrir et les traiter sans difficulté[13].
2. Interface et Expérience utilisateur : L'interface utilisateur constitue un élément essentiel. Un logiciel qui est intuitif et simple à utiliser vous permettra d'économiser un temps considérable. Il doit garantir une navigation fluide et une structuration cohérente des fonctionnalités [13].
3. Fonctionnalités de recherche et de gestion des métadonnées : La possibilité de localiser rapidement un document  selon divers critères tels que le titre, l'auteur ou les mots-clés est primordiale dans une bibliothèque numérique[14].
4. La performance du logiciel : Un bon outil SIGB doit inclure un moteur de recherche performant pour faciliter la recherche des fichiers.
5. L’utilisation du logiciel : L'utilisation d'un logiciel SIGB varie généralement selon l'établissement. Étant donné que les besoins d'une bibliothèque de documentation et d'une médiathèque diffèrent, il est recommandé d'opter pour un outil paramétrable afin de l'ajuster selon les exigences des utilisateurs[15].
6. Le coût : le prix d'un logiciel SIGB dépend principalement du coût de la licence. Néanmoins, ces outils entraînent souvent des frais de maintenance, incluant des mises à jour des fonctionnalités. Pour maîtriser les dépenses liées à un logiciel, il est important de sélectionner une solution dont le tarif inclut à la fois la licence et les services associés [15].

## Mode d’acquisition du SGB
Différentes solutions sont proposées pour l'achat d'un SGB, et il est essentiel de sélectionner le logiciel en fonction des exigences spécifiques au type de bibliothèque concernée (bibliothèques en réseaux, scolaires, publiques).
La solution traditionnelle: les solutions propriétaires
Le modèle de logiciel propriétaire est celui qui est le plus courant. Lorsque l’on acquiert un logiciel qualifié de «propriétaire», cela implique la signature d’un contrat de cession des droits d'utilisation, et non un transfert de la propriété du logiciel .
Le modèle économique de l’open source
Le modèle de l'open source est varié, comprenant des logiciels disponibles en téléchargement gratuit et sans support technique . Les logiciels open source sont utilisés dans de nombreux contextes, y compris comme applications autonomes et comme parties intégrantes de logiciels non open source.
Logiciel en tant que service (SaaS), tiers-hébergement dans le cloud
Le « Software as a Service » (SaaS), ou logiciel en tant que service, permet aux utilisateurs d'accéder et d'utiliser des applications hébergées dans le cloud via Internet. Ce modèle propose une solution logicielle complète avec un paiement basé sur l'utilisation à un fournisseur de services cloud.

## Analyse comparative des atouts et des limites des solutions de Logiciels
Chaque solution de SGB se distingue par ses atouts et ses limites. Le tableau ci-dessous compare ces différentes options .
| Solution                    | Avantages | Inconvénients | Analyse Préalable |
| Licence «propriétaire»      | Classique; Facilite la Gestion et sécurité du système informatique.                                                                                        | Dépendance de l'éditeur. | Évaluer la capacité d'adaptation de la solution «clé en main» et estimer sa durée de vie. |
| Licence libre «open source» | Coût; mutualisation; communauté; évolutions. | Diversité des solutions. | Il est essentiel d'examiner les compétences disponibles au sein de l'organisation et d'envisager des options de mutualisation ou de formation et les enjeux liés à une éventuelle externalisation de la maintenance de la solution. Réévaluer les modes de fonctionnement des services de la bibliothèque.                               |
| Mode SaaS «abonnement»      | L'utilisation de logiciels en tant que service (SaaS) Offre un contrôle accru des charges techniques, surtout en l'absence d'une équipe technique interne. | Mécanisme de fonctionnement compréhensible; dépendance vis-à-vis du fournisseur; externalisation de la gestion des données sensibles. | Tester la solution; évaluer la gestion des coûts; s'assurer de la possibilité de récupérer les données(en cas de résiliation de l'abonnement, le fournisseur doit pouvoir les retourner à la bibliothèque), examiner la crédibilité du prestataire; et vérifier le lieu de stockage des données ainsi que le cadre juridique applicable. |

## Exemples de SGB
SGB Open-source:
- AFI-Nanook[21]
- Evergreen
- Invenio (en)
- Koha
- NewGenLib (dernière version publiée en 2015)
- PMB (SGB français)
- OpenBiblio (projet n'ayant rien publié depuis 2014)
- Waterbear  (SGB français)

SGB propriétaires :
- Absys.net de Baratz
- Alma, Aleph et Voyager de Ex Libris
- Apollo par Biblionix
- AGent VERSO de Auto-Graphics
- BCDI (SGB français) de Canopé (réseau)
- Bibliomaker de Micro Consulting SA
- BiblixNet[22] de Biblix Systèmes (SGB français)
- Decalog SIGB[23] de Decalog (SGB français)
- Diamond-ILS (SGB de la bibliothèque de l'Idéo au Caire)
- Co-Libris
- Destiny de Follett
- eBiblio (SGB de l'offre DIP Systèmes)
- Expert-Bibli de Strior
- Library.Solution de The Library Corporation
- LIBSYS7 de LIBSYS
- Nanook d'AFI (SGB français)
- OPALS de Media Flex
- Orphée.net de C3RB (SGB français)
- Biblionet de Concepts Logiques 4di
- Papyrus2000
- Polaris de Polaris Library System
- Portfolio de BiblioMondo
- Sierra et Millennium (logiciel) de Innovative Interfaces
- SimplyBiblio
- Symphony, Unicorn et Horizon de SirsiDynix
- Syracuse d'Archimed, remplaçant le SGB Aloès de la société Opsys, rachetée par Archimed (SGB français)
- Syrtis[24] de Tech' advantage solutions (SGB français)
- BGM par GMInvent
- Smart par Infor
- Virtua de VTLS Inc.
- WorldShare Management Services d'OCLC